# 2025年ベルギーグランプリ
2025年ベルギーグランプリ（2025ねんベルギーグランプリ、英: 2025 Belgian Grand Prix、正式名称: Formula 1 Moët & Chandon Belgian Grand Prix 2025）は、2025年のF1世界選手権の第13戦として、2025年7月27日にスパ・フランコルシャンで開催された自動車レース（ベルギーグランプリ）である。
本項目に記載されている時刻は全て現地時間（CEST / UTC+2）。

## 背景
タイヤ
ピレリが持ち込んだドライ用タイヤのコンパウンドはハード（白）：C1、ミディアム（黄）：C3、ソフト（赤）：C4の組み合わせで、ハードのみ前年より1段階硬いコンパウンドに変更され、ハードとミディアムのコンパウンドが1段階飛ばされる形となった。
| ドライ用   | ドライ用       | ドライ用   | ウェット用           | ウェット用   |
| C1         | C3             | C4         | インターミディエイト | フルウェット |
| ---------- | -------------- | ---------- | -------------------- | ------------ |
| （ハード） | （ミディアム） | （ソフト） | （小雨用）           | （大雨用）   |
DRS：2箇所
※（　）内は検知ポイント
- DRS1：ターン4より305m先から（ターン2より240m手前）
- DRS2：ターン19より30m先から（ターン18より160m手前）

レースフォーマット
2023年以来2年ぶりにスプリントフォーマットで開催される。
チーム代表の交代
前戦イギリスGP終了後の7月9日、レーシングブルズはチーム代表のローラン・メキースがレッドブルのチーム代表に就任し、新たにレーシングディレクターを務めていたアラン・パーメインがチーム代表に就任すると発表した。これに伴い、2005年の参戦開始から20年間レッドブルのチーム代表を務めたクリスチャン・ホーナーはCEO及びチーム代表を解任された。

## エントリー
レギュラードライバー
前戦から変更なし。

## フリー走行

### FP1
2025年7月25日 12:30
（特記のない出典：）
- 気温21度、路面温度35度、晴、ドライ

トップタイムはマクラーレンのオスカー・ピアストリが記録し、レッドブルのマックス・フェルスタッペンが0.404秒差の2番手に続く。ピアストリは第1セクターと第3セクターでフェルスタッペンに遅れを取るも、第2セクターはフェルスタッペンより0.9秒上回っており、コーナリング重視のマクラーレンとストレート重視のレッドブルという対象的なセッティングによる差が出た格好となった。角田裕毅は最後にソフトタイヤを履いてアタックしたが、ミディアムタイヤで記録した自己ベストを上回ることができず18番手に終わった。メルセデス勢やレーシングブルズ勢はミディアムタイヤでタイムアタックを行い、今後のセッションに向けてソフトタイヤを温存する作戦を取った。
順位
| 順位  | ドライバー         | コンストラクター | タイム   |
| ----- | ------------------ | ---------------- | -------- |
| 1     | O.ピアストリ       | マクラーレン     | 1:42.022 |
| 2     | M.フェルスタッペン | レッドブル       | 1:42.426 |
| 3     | L.ノリス           | マクラーレン     | 1:42.526 |
| 4     | G.ラッセル         | メルセデス       | 1:42.928 |
| 5     | C.ルクレール       | フェラーリ       | 1:42.979 |
| 出典: |                    |                  |          |

- 注: トップ5まで掲載。

## スプリント予選
2025年7月25日 16:30
（特記のない出典：）
- 気温22度、路面温度37度、晴、ドライ

オスカー・ピアストリが2番手のマックス・フェルスタッペンに0.477秒の大差を付け、スプリントのポールポジションを獲得した。なお、ピアストリはSQ2のベストタイムがトラックリミット違反によって抹消となったが、辛うじて10番手でSQ3に進出している。ピアストリのチームメイトであるランド・ノリスが3番手に続く。
2台ともSQ3に進出できたのはマクラーレンとハースの2チームのみで、メルセデス勢はSQ1でアンドレア・キミ・アントネッリが最初のアタックでスピンを喫してグラベルトラップでタイヤやフロアにダメージを負い、その後のアタックでタイムが出ず最下位に沈み、ジョージ・ラッセルは13番手でSQ2敗退に終わった。フェラーリのルイス・ハミルトンは最終シケインでスピンを喫してタイムを伸ばせず18番手止まりで、SQ1敗退に終わった。角田裕毅はSQ1でトラックリミット違反があったが13番手でSQ2に進出するも、SQ2は12番手に終わり敗退となった。

### スプリント予選の結果
| 順位                                             | No. | ドライバー                     | コンストラクター                        | SQ1      | SQ2      | SQ3      | Grid |
| ------------------------------------------------ | --- | ------------------------------ | --------------------------------------- | -------- | -------- | -------- | ---- |
| 1                                                | 81  | オスカー・ピアストリ           | マクラーレン-メルセデス                 | 1:41.769 | 1:42.128 | 1:40.510 | 1    |
| 2                                                | 1   | マックス・フェルスタッペン     | レッドブル-ホンダ・RBPT                 | 1:42.043 | 1:41.583 | 1:40.987 | 2    |
| 3                                                | 4   | ランド・ノリス                 | マクラーレン-メルセデス                 | 1:42.068 | 1:41.412 | 1:41.128 | 3    |
| 4                                                | 16  | シャルル・ルクレール           | フェラーリ                              | 1:42.763 | 1:41.786 | 1:41.278 | 4    |
| 5                                                | 31  | エステバン・オコン             | ハース-フェラーリ                       | 1:42.822 | 1:41.801 | 1:41.565 | 5    |
| 6                                                | 55  | カルロス・サインツ             | ウィリアムズ-メルセデス                 | 1:42.776 | 1:42.051 | 1:41.761 | 6    |
| 7                                                | 87  | オリバー・ベアマン             | ハース-フェラーリ                       | 1:43.024 | 1:42.019 | 1:41.857 | 7    |
| 8                                                | 10  | ピエール・ガスリー             | アルピーヌ-ルノー                       | 1:43.171 | 1:41.949 | 1:41.959 | 8    |
| 9                                                | 6   | アイザック・ハジャー           | レーシングブルズ-ホンダ・RBPT           | 1:42.711 | 1:42.088 | 1:41.971 | 9    |
| 10                                               | 5   | ガブリエル・ボルトレト         | キック・ザウバー-フェラーリ             | 1:42.806 | 1:41.901 | 1:42.176 | 10   |
| 11                                               | 30  | リアム・ローソン               | レーシングブルズ-ホンダ・RBPT           | 1:42.897 | 1:42.169 | n/a      | 11   |
| 12                                               | 22  | 角田裕毅                       | レッドブル-ホンダ・RBPT                 | 1:42.912 | 1:42.184 | n/a      | 12   |
| 13                                               | 63  | ジョージ・ラッセル             | メルセデス                              | 1:42.650 | 1:42.330 | n/a      | 13   |
| 14                                               | 14  | フェルナンド・アロンソ         | アストンマーティン・アラムコ-メルセデス | 1:42.427 | 1:42.453 | n/a      | 14   |
| 15                                               | 18  | ランス・ストロール             | アストンマーティン・アラムコ-メルセデス | 1:42.736 | 1:42.832 | n/a      | 15   |
| 16                                               | 23  | アレクサンダー・アルボン       | ウィリアムズ-メルセデス                 | 1:43.212 | n/a      | n/a      | 16   |
| 17                                               | 27  | ニコ・ヒュルケンベルグ         | キック・ザウバー-フェラーリ             | 1:43.217 | n/a      | n/a      | 17   |
| 18                                               | 44  | ルイス・ハミルトン             | フェラーリ                              | 1:43.408 | n/a      | n/a      | 18   |
| 19                                               | 43  | フランコ・コラピント           | アルピーヌ-ルノー                       | 1:43.587 | n/a      | n/a      | PL 1 |
| 20                                               | 12  | アンドレア・キミ・アントネッリ | メルセデス                              | 1:45.394 | n/a      | n/a      | 19   |
| 107% time（SQ1のトップタイムから107%）: 1:48.892 |     |                                |                                         |          |          |          |      |
| 出典:                                            |     |                                |                                         |          |          |          |      |

追記
- ^1 - コラピントはパルクフェルメ下でリアウィングの仕様を変更したため、スプリントはピットレーンからスタートする。

## スプリント
2025年7月26日 12:00
（特記のない出典：）
- レース距離：15周 - 104.936 km[19]
- 気温21度、路面温度34度、晴、ドライ

2番手スタートのマックス・フェルスタッペンが、ポールポジションからスタートしたオスカー・ピアストリを1周目のケメルストレートでオーバーテイクして首位に立ってから一度もその座を譲らず、スプリントを制した。3番手スタートのランド・ノリスもその後方でシャルル・ルクレールの先行を許すも、3位の座を取り返してからはルクレール以下を大きく引き離し、3台による僅差での隊列は最後まで続いた。
8番手スタートだったピエール・ガスリーはフォーメーションラップ前にマシントラブルが発生し、マシンをピットガレージに入れて応急措置を施し、2周遅れでコースインしたが最終的にリタイアとなった。

### スプリントの結果
| 順位                                                         | No. | ドライバー                     | コンストラクター                        | 周回数 | タイム/リタイア原因 | Grid | Pts. |
| ------------------------------------------------------------ | --- | ------------------------------ | --------------------------------------- | ------ | ------------------- | ---- | ---- |
| 1                                                            | 1   | マックス・フェルスタッペン     | レッドブル-ホンダ・RBPT                 | 15     | 26:37.997           | 2    | 8    |
| 2                                                            | 81  | オスカー・ピアストリ           | マクラーレン-メルセデス                 | 15     | +0.753              | 1    | 7    |
| 3                                                            | 4   | ランド・ノリス                 | マクラーレン-メルセデス                 | 15     | +1.414              | 3    | 6    |
| 4                                                            | 16  | シャルル・ルクレール           | フェラーリ                              | 15     | +10.176             | 4    | 5    |
| 5                                                            | 31  | エステバン・オコン             | ハース-フェラーリ                       | 15     | +13.789             | 5    | 4    |
| 6                                                            | 55  | カルロス・サインツ             | ウィリアムズ-メルセデス                 | 15     | +14.964             | 6    | 3    |
| 7                                                            | 87  | オリバー・ベアマン             | ハース-フェラーリ                       | 15     | +18.610             | 7    | 2    |
| 8                                                            | 6   | アイザック・ハジャー           | レーシングブルズ-ホンダ・RBPT           | 15     | +19.119             | 9    | 1    |
| 9                                                            | 5   | ガブリエル・ボルトレト         | キック・ザウバー-フェラーリ             | 15     | +22.183             | 10   |      |
| 10                                                           | 30  | リアム・ローソン               | レーシングブルズ-ホンダ・RBPT           | 15     | +22.897             | 11   |      |
| 11                                                           | 22  | 角田裕毅                       | レッドブル-ホンダ・RBPT                 | 15     | +24.551             | 12   |      |
| 12                                                           | 63  | ジョージ・ラッセル             | メルセデス                              | 15     | +25.969             | 13   |      |
| 13                                                           | 18  | ランス・ストロール             | アストンマーティン・アラムコ-メルセデス | 15     | +26.595             | 15   |      |
| 14                                                           | 14  | フェルナンド・アロンソ         | アストンマーティン・アラムコ-メルセデス | 15     | +29.046             | 14   |      |
| 15                                                           | 44  | ルイス・ハミルトン             | フェラーリ                              | 15     | +30.175             | 18   |      |
| 16                                                           | 23  | アレクサンダー・アルボン       | ウィリアムズ-メルセデス                 | 15     | +30.941             | 16   |      |
| 17                                                           | 12  | アンドレア・キミ・アントネッリ | メルセデス                              | 15     | +31.981             | 19   |      |
| 18                                                           | 27  | ニコ・ヒュルケンベルグ         | キック・ザウバー-フェラーリ             | 15     | +32.867             | 17   |      |
| 19                                                           | 43  | フランコ・コラピント           | アルピーヌ-ルノー                       | 15     | +38.072             | PL   |      |
| Ret                                                          | 10  | ピエール・ガスリー             | アルピーヌ-ルノー                       | 12     | 水漏れ              | 8    |      |
| 優勝スピード（勝者フェルスタッペンの平均速度）: 236.401 km/h |     |                                |                                         |        |                     |      |      |
| ファステストラップ: ランド・ノリス - 1:45.914（6周目）       |     |                                |                                         |        |                     |      |      |
| 出典:                                                        |     |                                |                                         |        |                     |      |      |

| ドライバー                 | 周回数 | リードラップ   |
| -------------------------- | ------ | -------------- |
| マックス・フェルスタッペン | 15周   | 1-15（全周回） |
| 出典:                      |        |                |

- 太字は最多ラップリーダー

## 予選
2025年7月26日 16:00
（特記のない出典：）
- 気温22度、路面温度36度、湿度55%、曇、ドライ

ランド・ノリスが今季4回目のポールポジションを獲得した。2番手にチームメイトのオスカー・ピアストリが続き、マクラーレンがフロントローを独占した。スプリントを制したマックス・フェルスタッペンは最後のアタックに入ったターン1の立ち上がりでのミスが響き自己ベストを更新できず4番手、シャルル・ルクレールがフェルスタッペンを上回り3番手を確保した。このセッションから新しいフロアが投入された角田裕毅は第6戦マイアミGP以来7戦ぶりにQ3進出を果たし、レッドブル移籍後最高位の7番手からスタートする。
スプリント予選はスピンによりSQ1敗退を喫したアンドレア・キミ・アントネッリとルイス・ハミルトンだったが、アントネッリは予選でも振るわず18番手でQ1敗退、ハミルトンもQ1でトラックリミット違反により暫定7番手相当のタイムが抹消され、16番手に沈んだ。両者とフェルナンド・アロンソは予選後のパルクフェルメ下で年間の上限を超えるパワーユニットのエレメントを投入し、カルロス・サインツは同じくパルクフェルメ下でマシンセッティングを変更したため、計4台がピットレーンからスタートする。

### 予選結果
| 順位                                            | No. | ドライバー                     | コンストラクター                        | Q1       | Q2       | Q3       | Grid |
| ----------------------------------------------- | --- | ------------------------------ | --------------------------------------- | -------- | -------- | -------- | ---- |
| 1                                               | 4   | ランド・ノリス                 | マクラーレン-メルセデス                 | 1:41.010 | 1:40.715 | 1:40.562 | 1    |
| 2                                               | 81  | オスカー・ピアストリ           | マクラーレン-メルセデス                 | 1:41.201 | 1:40.626 | 1:40.647 | 2    |
| 3                                               | 16  | シャルル・ルクレール           | フェラーリ                              | 1:41.635 | 1:41.084 | 1:40.900 | 3    |
| 4                                               | 1   | マックス・フェルスタッペン     | レッドブル-ホンダ・RBPT                 | 1:41.334 | 1:40.951 | 1:40.903 | 4    |
| 5                                               | 23  | アレクサンダー・アルボン       | ウィリアムズ-メルセデス                 | 1:41.772 | 1:41.505 | 1:41.201 | 5    |
| 6                                               | 63  | ジョージ・ラッセル             | メルセデス                              | 1:41.784 | 1:41.254 | 1:41.260 | 6    |
| 7                                               | 22  | 角田裕毅                       | レッドブル-ホンダ・RBPT                 | 1:41.840 | 1:41.245 | 1:41.284 | 7    |
| 8                                               | 6   | アイザック・ハジャー           | レーシングブルズ-ホンダ・RBPT           | 1:41.572 | 1:41.281 | 1:41.310 | 8    |
| 9                                               | 30  | リアム・ローソン               | レーシングブルズ-ホンダ・RBPT           | 1:41.748 | 1:41.297 | 1:41.328 | 9    |
| 10                                              | 5   | ガブリエル・ボルトレト         | キック・ザウバー-フェラーリ             | 1:41.908 | 1:41.336 | 1:42.387 | 10   |
| 11                                              | 31  | エステバン・オコン             | ハース-フェラーリ                       | 1:41.884 | 1:41.525 | n/a      | 11   |
| 12                                              | 87  | オリバー・ベアマン             | ハース-フェラーリ                       | 1:41.617 | 1:41.617 | n/a      | 12   |
| 13                                              | 10  | ピエール・ガスリー             | アルピーヌ-ルノー                       | 1:41.800 | 1:41.633 | n/a      | 13   |
| 14                                              | 27  | ニコ・ヒュルケンベルグ         | キック・ザウバー-フェラーリ             | 1:41.844 | 1:41.707 | n/a      | 14   |
| 15                                              | 55  | カルロス・サインツ             | ウィリアムズ-メルセデス                 | 1:41.691 | 1:41.758 | n/a      | PL 1 |
| 16                                              | 44  | ルイス・ハミルトン             | フェラーリ                              | 1:41.939 | n/a      | n/a      | PL 2 |
| 17                                              | 43  | フランコ・コラピント           | アルピーヌ-ルノー                       | 1:42.022 | n/a      | n/a      | 15   |
| 18                                              | 12  | アンドレア・キミ・アントネッリ | メルセデス                              | 1:42.139 | n/a      | n/a      | PL 3 |
| 19                                              | 14  | フェルナンド・アロンソ         | アストンマーティン・アラムコ-メルセデス | 1:42.385 | n/a      | n/a      | PL 4 |
| 20                                              | 18  | ランス・ストロール             | アストンマーティン・アラムコ-メルセデス | 1:42.502 | n/a      | n/a      | 16   |
| 107% time（Q1のトップタイムから107%）: 1:48.080 |     |                                |                                         |          |          |          |      |
| 出典:                                           |     |                                |                                         |          |          |          |      |

追記
- ^1 - サインツはパルクフェルメ下でメカニカル及びエアロダイナミクスのセッティングを変更したため、決勝はピットレーンからスタートする[31][25]。
- ^2 - ハミルトンはパルクフェルメ下で年間上限を超えるパワーユニットのエレメント（5基目のICE（エンジン） / TC（ターボチャージャー） / MGU-K / MGU-H、3基目のES（エナジーストア） / CE（コントロールエレクトロニクス）が該当[注 3]）に交換し、サスペンションのセッティングを変更したため、決勝はピットレーンからスタートする[32][33][25]。
- ^3 - アントネッリはパルクフェルメ下で年間上限を超えるパワーユニットのエレメント（5基目のICE / TC / MGU-K / MGU-Hが該当[注 3]）に交換したため、決勝はピットレーンからスタートする[34][25]。
- ^4 - アロンソはパルクフェルメ下で年間上限を超えるパワーユニットのエレメント（5基目のICE / TC / MGU-K / MGU-Hが該当[注 3]）に交換したため、決勝はピットレーンからスタートする[35][25]。

## 決勝
2025年7月27日 15:00
（特記のない出典：）
- 気温17度、路面温度24度、湿度90%、雨のち晴、ウェット→ドライ

2番手スタートのオスカー・ピアストリが今季6勝目を挙げた。ポールポジションからスタートしたランド・ノリスが2位に続き、マクラーレンが1-2フィニッシュを達成した。
決勝当日はスパ・フランコルシャン名物の「スパ・ウェザー」に翻弄され、併催されたFIA F3やFIA F2にも影響が出た。
レース開始前に雨脚が強くなったが、予定通りにフォーメーションラップが開始された。しかし、フォーメーションラップが終わる前に赤旗が出され、各車ピットレーンで天候の回復を待つことになった。1時間20分の中断の後、セーフティカー先導でレースはスタートした。セーフティカーが4周目に退くと、その直後の5周目にケメルストレートでピアストリがノリスをオーバーテイクして首位に浮上した。マクラーレン勢は3位のシャルル・ルクレールとの差を広げていく。
10周目を迎えると路面が乾き出し、12周目にはピットレーンスタートから激しい追い上げを見せ、13位まで順位を上げていたルイス・ハミルトンら4台がミディアムタイヤに交換すると、次の13周目には上位勢を含めた多くのドライバーがミディアムタイヤに交換した。ノリスやアイザック・ハジャーはダブルピットストップを避けるため、1周遅い14周目にタイヤを交換したことでタイムロスし、ハジャーは大きく順位を下げた。一方ハードタイヤに交換したノリスは2位の座を守ったものの、タイムロスとタイヤ交換のミスもあってピアストリとの差が1.5秒から8秒まで広がり、これ以降はピアストリがレースの主導権を握っていく。角田裕毅は本来ならフェルスタッペンとダブルスタックの予定だったが、担当レースエンジニアであるリチャード・ウッドの伝達ミスによってピットタイミングが遅れ、1周7kmのスパではこれが致命的なタイムロスに繋がり大きく順位を下げた。
30周目を過ぎると、下位のドライバーの何台かが2回目のタイヤ交換を行ったが、上位勢は1ストップのまま走り切ることを選択した。レース終盤にはハードタイヤのノリスがミディアムタイヤのピアストリに少しずつ接近し、42周目の時点で3.6秒差まで縮めたが、その直後のターン1のミスで差が広がり、ノリスの猛追もここで終わった。ルクレールもマックス・フェルスタッペンの猛追を受け続けたが3位表彰台を守りきった。
角田は入賞圏内の10位を走行中だったピエール・ガスリーの後方をレース終盤まで走り続けたが、雨用にダウンフォースを強めたセッティングではオーバーテイクには至らず、オリバー・ベアマンとニコ・ヒュルケンベルグの先行を許してしまい、13位に終わった。

### レース結果
| 順位                                                                    | No. | ドライバー                     | コンストラクター                        | 周回数 | タイム/リタイア原因 | Grid | Pts. |
| ----------------------------------------------------------------------- | --- | ------------------------------ | --------------------------------------- | ------ | ------------------- | ---- | ---- |
| 1                                                                       | 81  | オスカー・ピアストリ           | マクラーレン-メルセデス                 | 44     | 1:25:22.601         | 2    | 25   |
| 2                                                                       | 4   | ランド・ノリス                 | マクラーレン-メルセデス                 | 44     | +3.415              | 1    | 18   |
| 3                                                                       | 16  | シャルル・ルクレール           | フェラーリ                              | 44     | +20.185             | 3    | 15   |
| 4                                                                       | 1   | マックス・フェルスタッペン     | レッドブル-ホンダ・RBPT                 | 44     | +21.731             | 4    | 12   |
| 5                                                                       | 63  | ジョージ・ラッセル             | メルセデス                              | 44     | +34.863             | 6    | 10   |
| 6                                                                       | 23  | アレクサンダー・アルボン       | ウィリアムズ-メルセデス                 | 44     | +39.926             | 5    | 8    |
| 7                                                                       | 44  | ルイス・ハミルトン             | フェラーリ                              | 44     | +40.679             | PL   | 6    |
| 8                                                                       | 30  | リアム・ローソン               | レーシングブルズ-ホンダ・RBPT           | 44     | +52.033             | 9    | 4    |
| 9                                                                       | 5   | ガブリエル・ボルトレト         | キック・ザウバー-フェラーリ             | 44     | +56.434             | 10   | 2    |
| 10                                                                      | 10  | ピエール・ガスリー             | アルピーヌ-ルノー                       | 44     | +1:12.714           | 13   | 1    |
| 11                                                                      | 87  | オリバー・ベアマン             | ハース-フェラーリ                       | 44     | +1:13.145           | 12   |      |
| 12                                                                      | 27  | ニコ・ヒュルケンベルグ         | キック・ザウバー-フェラーリ             | 44     | +1:13.628           | 14   |      |
| 13                                                                      | 22  | 角田裕毅                       | レッドブル-ホンダ・RBPT                 | 44     | +1:15.395           | 7    |      |
| 14                                                                      | 18  | ランス・ストロール             | アストンマーティン・アラムコ-メルセデス | 44     | +1:19.831           | 16   |      |
| 15                                                                      | 31  | エステバン・オコン             | ハース-フェラーリ                       | 44     | +1:26.063           | 11   |      |
| 16                                                                      | 12  | アンドレア・キミ・アントネッリ | メルセデス                              | 44     | +1:26.721           | PL   |      |
| 17                                                                      | 14  | フェルナンド・アロンソ         | アストンマーティン・アラムコ-メルセデス | 44     | +1:27.924           | PL   |      |
| 18                                                                      | 55  | カルロス・サインツ             | ウィリアムズ-メルセデス                 | 44     | +1:32.024           | PL   |      |
| 19                                                                      | 43  | フランコ・コラピント           | アルピーヌ-ルノー                       | 44     | +1:35.250           | 15   |      |
| 20                                                                      | 6   | アイザック・ハジャー           | レーシングブルズ-ホンダ・RBPT           | 43     | +1 Lap              | 8    |      |
| 優勝スピード（勝者ピアストリの平均速度）: 216.489 km/h                  |     |                                |                                         |        |                     |      |      |
| ファステストラップ: アンドレア・キミ・アントネッリ - 1:44.861（32周目） |     |                                |                                         |        |                     |      |      |
| 出典:                                                                   |     |                                |                                         |        |                     |      |      |

| ドライバー           | 周回数 | リードラップ |
| -------------------- | ------ | ------------ |
| ランド・ノリス       | 6周    | 1-4, 12-13   |
| オスカー・ピアストリ | 38周   | 5-11, 14-44  |
| 出典:                |        |              |

- 太字は最多ラップリーダー

## 主な記録

### ドライバー
- 100戦目の出走：角田裕毅 - 史上81人目[43]、日本人ドライバーでは史上初[44]

### コンストラクター
- 3戦連続1-2フィニッシュ：マクラーレン - チーム史上27年ぶり[注 5]4回目[45]

### エンジン
- 600戦目の出走：メルセデス - フェラーリ、ルノーに次ぐ史上3位[46]

### レース
- 20台全車完走：第3戦日本GP以来今季2回目[47]。

## 第13戦終了時点のランキング
|       | 順位 | ドライバー                 | ポイント |
| ----- | ---- | -------------------------- | -------- |
|       | 1    | オスカー・ピアストリ       | 266      |
|       | 2    | ランド・ノリス             | 250      |
|       | 3    | マックス・フェルスタッペン | 185      |
|       | 4    | ジョージ・ラッセル         | 157      |
|       | 5    | シャルル・ルクレール       | 139      |
| 出典: |      |                            |          |

|       | 順位 | コンストラクター        | ポイント |
| ----- | ---- | ----------------------- | -------- |
|       | 1    | マクラーレン-メルセデス | 516      |
|       | 2    | フェラーリ              | 248      |
|       | 3    | メルセデス              | 220      |
|       | 4    | レッドブル-ホンダ・RBPT | 192      |
|       | 5    | ウィリアムズ-メルセデス | 70       |
| 出典: |      |                         |          |

- 注：いずれもトップ5まで掲載。